# Pismo kršćanskoj naciji
Pismo kršćanskoj naciji (eng. Letter to a Christian Nation) je knjiga Sama Harrisa koju je napisao kao odgovor na reakciju koja je uslijedila poslije objavljivanja njegove prve knjige Kraja vjere. Knjiga je napisana u obliku otvorenog pisma kršćaninu u Sjedinjenim Državama. Harris tvrdi da je njegov cilj "razoriti intelektualne i moralne pretenzije kršćanstva u njegovim najangažiranijim oblicima." Knjiga je objavljena u rujnu 2006. godine. U listopadu je uvrštena na popis uspješnica New York Timesa|popis uspješnica New York Timesa kao sedma po redu.

## Sadržaj
Temeljna pretpostavka od koje Harris polazi u svojoj analizi je ona utilitaristička. On tvrdi:
Harris adresira svoje argumente na članove konzervativne kršćanske desnice u Americi. U odgovor na njihovo pozivanje na Bibliju o pitanjima morala, on ističe izabrane dijelove iz Starog zavjeta Mojsijeva prava (smrt zbog preljuba, homoseksualnosti, neposlušnosti roditeljima itd.) i postavlja ih nasuprot, primjerice, potpunog nenasilja džainizma. Harris tvrdi da pouzdavanje u dogmu može stvoriti lažan moral koji se razilazi od realnosti ljudske patnje i napora za njezinim ublaženjem; stoga religijski prigovori stoje na putu uporabe kondoma, istraživanja matičnih stanica, pobačaja i uporabe novih cjepiva za humani papiloma virus.
Harris također naznačuje problem zla—teškoću pri vjerovanju u dobra Boga koji dopušta katastrofe poput uragana Katrine—i sukob između religije i znanosti. Gallupova anketa iz 2005. godine sugerira da su 53% Amerikanaca kreacionisti, pa Harris određeni prostor troši argumentirajući za evoluciju, a protiv ideje inteligentnog dizajna.
Harris razmatra razne religije u svijetu, navodeći religijsku osnovu u mnogim etničkim i međudruštvenim sukobima. Nasuprot onih koji zagovaraju religijsku toleranciju, uzajamno poštovanje i međuvjerski dijalog, Harris nastavlja da takve vrijednosti samo još više otežavaju kritiziranje ekstremizma zasnovana na vjeri. Premda drži da duhovna iskustva mogu biti vrijedna i afirmativna za život, značajan prostor u Kraju vjere posvećuje tvrdnjama da su ona nužna, Harris odbacuje njihovu vezu s religijskim vjerovanjima. On tvrdi da je religija mogla imati donekle korisnu svrhu za čovječanstvo u prošlosti, no ona je danas najveća smetnja u izgradnji "globalne civilizacije".

## Kritička recepcija

### Pozitivna
The Washington Post izvijestio je 2006. godine da je Pismo potaknulo snažne pozitivne i snažne negativne reakcije, privlačeći veliku publiku i snažne protureakcije religijskih učenjaka. Post je pisao da knjiga "ne potkopava mnogo novih teoloških bunara," no da bi Harris "mogao biti prvi čovjek pomazan za 'vrućeg ateista' u časopisu Rolling Stoneu." Sir Roger Penrose napisao je: "Elegantna knjižica Sama Harrisa najsvježiji je i najčudesniji izvor streljiva za one koji, poput mene, ne drže ni do kakva religijskog nauka. No ipak gajim izvjesnu simpatiju prema onima koje će zabrinuti autorov beskompromisni stav. Pročitajte i stvorite svoje mišljenje, ali ne zanemarujte njezinu poruku." Desmond Morris komentirao je pozitivno da je "Sam Harris hrabar, inteligentan autor jasnih pogleda čiji bi blistavi esej trebala pročitati svaka odrasla osoba koja je ikad vjerovala da religijska vjera može riješiti svjetske probleme." Janna Levin složila se: "Sam Harris neustrašivo opisuje moralnu i intelektualnu hitnost precipitiranu religijskim fantazijama. Pravo je olakšanje da je netko progovorio ovako izravno, s toliko strasti, a opet s toliko racionalnosti. Sada kada se tema pojavljuje kao što to neumoljivo čini, mogu samo reći: čitajte Pismo kršćanskoj naciji Sama Harrisa." Jamie Doward iz The Observera kaže da Harris "ne troši nimalo vremena boreći se sa svojim neprijateljem kršćanskim fundamentalizmom one vrste koja utječe na predsjednika Georgea W. Busha."

### Negativna
Pišući u uvodniku The Seattle Timesa, zagovornik inteligentnog dizajna David Klinghoffer rekao je da su Pismo kršćanskoj naciji i Iluzija o Bogu Richarda Dawkinsa dvije najprodavanije religijske knjige. No nastavio je govoriti da se "... Dawkins i Harris doimaju neupućeni u religijsku tradiciju koju biblijski monoteisti poznaju iz osobnog iskustva i duboka proučavanja. Iskreno, uspjeh nove ateističke vjere bilo bi teško zamisliti bez današnjih visokih razina društvene religijske nepismenosti." U The New York Timesu Peter Steinfels napisao je da su Harrisovo Pismo i Dawkinsova Iluzija o Bogu dobile kritiku "ne prvenstveno, valja ovo istaknuti, od pobožnih, koja bi teško mogla biti primjetna, već od dokazanih ateista kao i znanstvenika i filozofa koji su pisali u publikacijama poput The New Republica i The New York Review of Booksa, koje nisu poznate kao stanice u ogromnoj bogobojaznoj uroti." Michael Novak, katolički filozof, napisao je u National Reviewu, konzervativnom prokatoličkom časopisu, da "pismo za koje Harris tvrdi da je upućeno kršćanskoj naciji zapravo je potpuno nezainteresirano za kršćanstvo na svim razinama, uvelike je neznalačko i u biti predstavlja njegovo ljubavno pismo samomu sebi, s obzirom na to je superiorniji glupim građanima među kojima živi." The New Criterion opisao je Pismo kao nedostojno, napisavši da se "Harris guši u žuči ili najbolje u nevjeri ('ostajemo bez teksta kraj vas,' kaže on, u kurzivu i svemu) da prizna da su njegovi adresati vrijedni razgovora. Ovo je dijelom zato što je njegov odabrani antagonist 'kršćanstvo u svom svojem nesuglasju, štetnosti i retrogradnosti' iako je upitno je li ikad netko išta postigao napadajući sustav u svojoj najvećoj 'retrogradnosti.' " Publishers Weekly okarakterizirao je Pismo kao "ponekad pojednostavnjeno i zlonamjerno." U pregledu se obrazlaže da "Harris precjenjuje svoj slučaj pogrešnog razumijevanja religijske vjere kao kada nudi odvažno naivnu tvrdnju da je 'misticizam racionalni poduhvat; religija to nije.' "

## Odgovor
Sljedeće knjige napisane su kao odgovor na Pismo kršćanskoj naciji:
- Aikman, David. Travanj 2008. Obmana nevjerovanja: zašto je novi ateizam prijetnja tvojem životu, slobodi i potrazi za srećom. Tyndale House. ISBN 978-1-4143-1708-3[13]
- Leahy, Michael Patrick. Pismo ateistu
- McDurmon, Joel. Povratak Village Atheista, ISBN 978-0-915815-68-5
- Metcalf, R.C. Pismo kršćanskoj naciji: kontrapunkt, ISBN 978-0-595-43264-6
- Wilson, Douglas. Pismo kršćanskom građaninu
- Zacharias, Ravi. Kraj razuma